# IC 4472
IC 4472 је спирална галаксија у сазвјежђу Вук која се налази на листи објеката дубоког неба у Индекс каталогу.
Деклинација објекта је - 44° 18' 56" а ректасцензија 14h 40m 10,5s. Привидна величина (магнитуда) објекта IC 4472 износи 13,2 а фотографска магнитуда 13,9. Налази се на удаљености од 31,260 милиона парсека од Сунца. IC 4472 је још познат и под ознакама ESO 272-23, MCG -7-30-5, AM 1436-440, IRAS 14369-4406, PGC 52410.